# Lände Dietfurt
Die Lände Dietfurt ist ein Hafen- und Gewerbegebiet im Süden von Dietfurt im Landkreis Neumarkt in der Oberpfalz.

## Geographie
Die Lände Dietfurt liegt südlich des Stadtgebietes von Dietfurt und ist ein knapp 60 Hektar großes reines Industriegebiet und ein Hafen am Main-Donau-Kanal. Die Entfernung zum Ortskern von Dietfurt beträgt 1 km. Das Gebiet ist eine sandige Niederung des Altmühltales zwischen dem Wolfsberg im Südosten und dem Höhenzug der Karlsfelder Leite im Süden. Es liegt bei Kanalkilometer 137,5 Ost an der Haltung Riedenburg des Main-Donau-Kanales auf einer Höhe von 360 m.ü.NN. Einen Kilometer nordwestlich fließen die Altmühl und der Kanal zusammen, die Schleuse Dietfurt ist zwei Kilometer entfernt.

## Geschichte
Bereits seit den 1840er Jahren führte der Ludwig-Donau-Main-Kanal nahe an Dietfurt vorbei. Nach Schäden im Zweiten Weltkrieg wurde dieser, auch aufgrund der nicht mehr zeitgemäßen Beförderungskapazitäten, um 1950 herum aufgelassen. Ab Mitte der 1980er Jahre wurde er im Gebiet der Lände Dietfurt überbaut, und das Gelände im Zuge der Bauarbeiten zum Main-Donau-Kanal neu erschlossen. Der neu gebaute Hafen ging am 25. September 1992 in Betrieb.

## Gewerbe und Infrastruktur
Von der für die Lände Dietfurt insgesamt ausgewiesenen Gesamtfläche von ca. 59 Hektar sind bisher 24 Hektar genutzt; einen Hektar hiervon beanspruchen die Hafenanlagen selbst. Umgeschlagen werden hauptsächlich Steine, Schüttgut, Land- und Forstwirtschaftliche Erzeugnisse, Futter- und Düngemittel sowie Metallwaren und Metallabfälle. Es stehen zwei Mobilkräne, Pumpen und Lagerflächen zur Verfügung, die derzeit von vier Beschäftigten betreut werden. Im Hafen Dietfurt können bei 220 Meter Kailänge entweder ein Schubverband mit 185 m Länge oder zwei Gütermotorschiffe à 110 m Länge gleichzeitig festmachen und geleichtert oder beladen werden.
Mengenmäßig umgeschlagen wurden:
- 1992:  13.500 t
- 1993:  64.200 t
- 1994: 116.000 t
- 2001: 112.000 t

500 Meter nordwestlich gibt es eine gesonderte Anlegestelle mit zwei Schwimmpontons und gesicherten Landestegen für die Personenschifffahrt, die aber nur sporadisch genutzt werden. Gelegentlich wird hier in Busse umgestiegen, bspw. bei Landgängen zu Besichtigungen, zur örtlichen Gastronomie oder bei Betriebsstörungen des Kanales.

## Verkehr

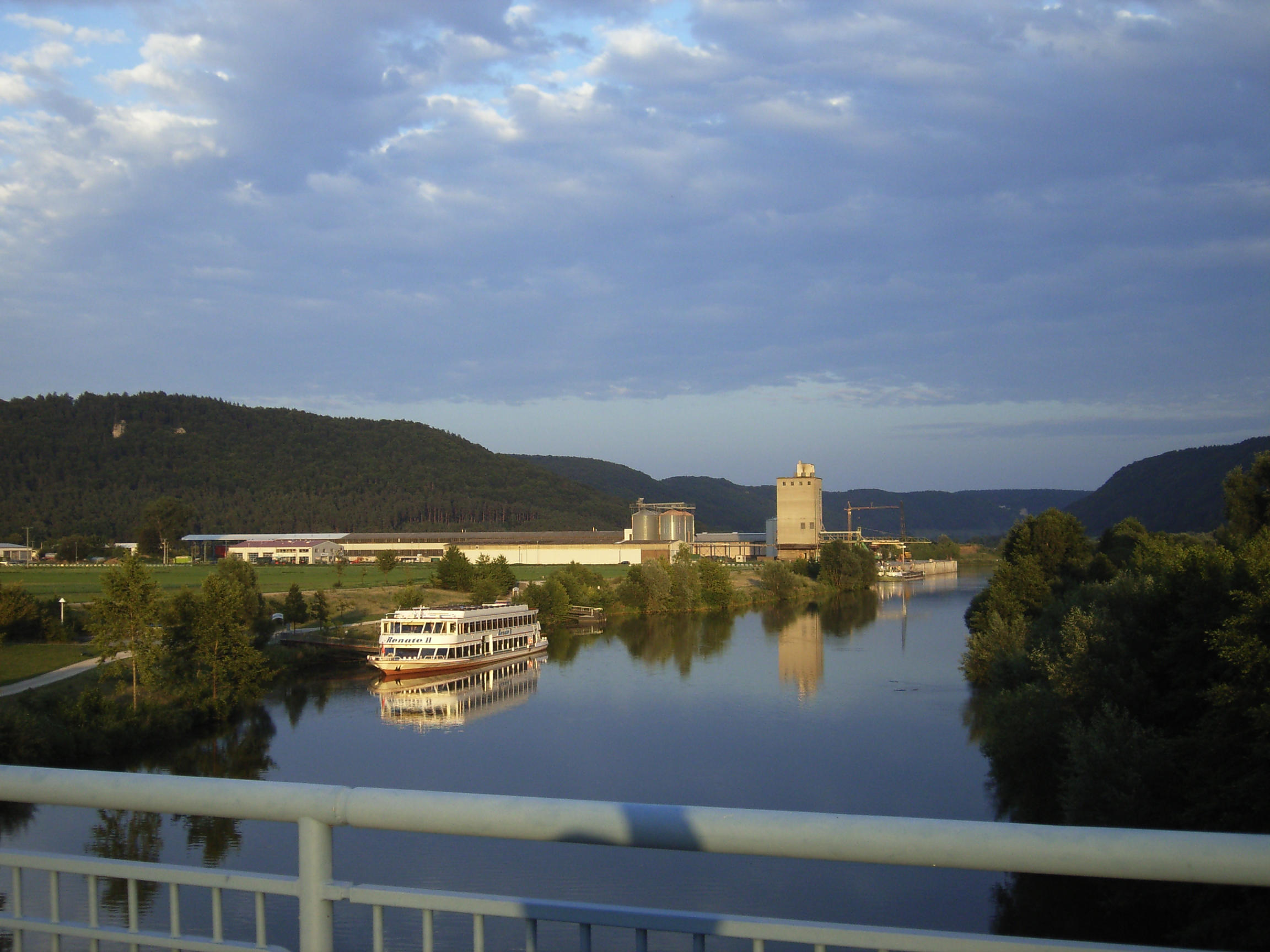
Anleger Personenschifffahrt, im Hintergrund die Lände Dietfurt, Blick von Norden

Die Staatsstraße St 2230 verläuft unmittelbar nördlich der Lände Dietfurt und führt über Beilngries nach Kinding und zu der 20 km entfernten Autobahn A 9 und nach Süden über Riedenburg nach Kelheim. Über die St 2234 ist in 16 km Entfernung östlich auch die B 8 erreichbar.